# 우메다촌 (군마현)
우메다촌(일본어: 梅田村)은 일본 군마현의 동부 야마다군에 속해있던 촌이다.

## 역사
- 1889년 4월 1일 - 정촌제 시행에 의해 야마다군 우메다촌이 성립하였다.
- 1954년 10월 1일 - 아이오이촌, 가와우치촌의 일부와 함께 기류시 우메다정이 되었다.

## 인구
- 1920년: 3,835명
- 1940년: 3,958명